# Eleições gerais no Paraguai em 1983
As eleições gerais do Paraguai de 1983 foram um evento eleitoral político nacional daquele país que ocorreu em 6 de fevereiro de 1983. Segundo sua organização política, nas eleições nacionais são eleitos presidente, vice-presidente, senadores, deputados e governadores dos departamentos. Marcado pela fraude, o general Alfredo Stroessner, do Partido Colorado, venceu pela 7° vez as eleições presidenciais no Paraguai, na qual venceria até a sua última eleição em 1988, quando no ano seguinte um golpe de estado acabou o derrubando, marcando o fim do El Stronato.